# Chicago Marathon 2014
De Chicago Marathon 2014 werd gelopen op zondag 12 oktober 2014. Het was de 37e editie van deze marathon. 
De wedstrijd werd gelopen onder gunstige omstandigheden. De mannen openden in wereldrecordtempo en kwamen halverwege door in 1:02.11. De drie Kenianen Kipchoge, Kitwara en Chumba bleven bij elkaar. Uiteindelijk was het Kipchoge die zich bij het 40 kilometerpunt losmaakte uit de groep en de wedstrijd won in 2:04.11. Kitware volgde op zeventien seconden en Chumba twee seconden later. In totaal kwamen 40.802 marathonlopers over de finish in Grant Park.
De wedstrijd bij de vrouwen werd in eerste instantie beslist door Rita Jeptoo in 2:24.35. Die werd echter in 2016 vanwege een overtreding van het dopingreglement bestraft met een vierjarige schorsing, die met terugwerkende kracht op 30 oktober 2014 inging; bovendien werd zij gediskwalificeerd voor haar overwinning in Chicago. Hierdoor ging de winst alsnog naar de als tweede geëindigde Ethiopische Mare Dibaba, die 2:25.37 als eindtijd had laten optekenen. 

## Wedstrijd
Mannen
| rang   | naam                  | land | tijd    |
| ------ | --------------------- | ---- | ------- |
| Goud   | Eliud Kipchoge        | KEN  | 2:04.11 |
| Zilver | Sammy Kitwara         | KEN  | 2:04.28 |
| Brons  | Dickson Chumba        | KEN  | 2:04.32 |
| 4      | Kenenisa Bekele       | KEN  | 2:05.51 |
| 5      | Bernard Koech         | KEN  | 2:08.30 |
| 6      | Ghirmay Ghebreslassie | ERI  | 2:09.08 |
| 7      | Lani Ruto             | KEN  | 2:10.42 |
| 8      | Wesley Korir          | KEN  | 2:11.09 |
| 9      | Bobby Curtis          | USA  | 2:11.20 |
| 10     | Koji Kobayashi        | JPN  | 2:11.43 |

Vrouwen
| rang   | naam              | land | tijd    |
| ------ | ----------------- | ---- | ------- |
| Goud   | Mare Dibaba       | ETH  | 2:25.37 |
| Zilver | Florence Kiplagat | KEN  | 2:25.57 |
| Brons  | Birhane Dibaba    | ETH  | 2:27.02 |
| 4      | Amy Hastings      | USA  | 2:27.03 |
| 5      | Clara Santucci    | USA  | 2:32.21 |
| 6      | Sarah Crouch      | USA  | 2:32.44 |
| 7      | Gelete Burka      | ETH  | 2:34.17 |
| 8      | Melissa White     | USA  | 2:34.19 |
| 9      | Lauren Jimison    | USA  | 2:34.38 |
| 10     | Sarah Cummings    | USA  | 2:34.47 |
| DSQ    | Rita Jeptoo       | KEN  | 2:24.35 |

1977 ·
1978 ·
1979 ·
1980 ·
1981 ·
1982 ·
1983 ·
1984 ·
1985 ·
1986 ·
1987 ·
1988 ·
1989 ·
1990 ·
1991 ·
1992 ·
1993 ·
1994 ·
1995 ·
1996 ·
1997 ·
1998 ·
1999 ·
2000 ·
2001 ·
2002 ·
2003 ·
2004 ·
2005 ·
2006 ·
2007 ·
2008 ·
2009 ·
2010 ·
2011 ·
2012 ·
2013 · 
2014 · 
2015 · 
2016 · 
2017 · 
2018 · 
2019 · 
2021 · 
2022 · 
2023